# Tervagant
Tervagant (auch: Termagant) war in der mittelalterlichen europäischen Literatur der Name einer angeblichen muslimischen Gottheit.

## Ursprünge
In der europäischen Literatur des Mittelalters wurden Muslime als Heiden dargestellt, die Mohammed („Mahomet“) anbeten. Daneben wurde ihnen die Verehrung verschiedener Götzen nachgesagt, von Apollyon bis Luzifer, wobei als Hauptgottheit meist Tervagant genannt wurde. In der englischen Literatur war eher die Bezeichnung Termagant verbreitet.
Die Herkunft des Namens Tervagant ist unbekannt, sie scheint jedoch nicht auf tatsächliche (oder falsch verstandene) muslimische Glaubensvorstellungen zurückzugehen. Walter W. Skeat spekulierte im 19. Jahrhundert, dass der Name ursprünglich „Trivagante“ lautete, mit der Bedeutung „dreifach wandernd“, eine Anspielung auf die Verwendung der Mondsichel als Symbol des Islam. Der Mond kommt bei seiner Wanderung in drei Formen vor: Im Himmel, auf der Erde (Berührung mit dem Horizont) und in der Unterwelt (nach dem Untergehen). Es wurde auch ein altenglischer Ursprung vorgeschlagen, abgeleitet von tyr magan, „mächtiger Tyr“, was sich auf den germanischen Gott beziehen sollte. Eine weitere Möglichkeit wäre eine Verwechslung des Islam mit dem Zoroastrismus der persischen Mager durch die europäischen Autoren: tyr-magian („Magischer Gott“).

## Tervagant in der Literatur
Tervagant etablierte sich im mittelalterlichen Europa als Name der muslimischen Hauptgottheit und wurde oft in höfischen Romanen und den altfranzösischen Versepen (z. B. Chanson de geste) erwähnt. In „Guy of Warwick“, einem mittelenglischen Roman aus dem 15. Jahrhundert, ist dieser Schwur eines Sultans zu finden:
So help me, Mahoune, of might,
And Termagant, my god so bright.
Auch im Willehalm Wolframs von Eschenbach beten die Muslime neben ihrem Gott Mohammed auch Tervagant an, bevor es zur Schlacht gegen das christliche Heer kommt.
Mahmet und Tervagant
wurden dicke an geschrît,
ê daz ergienge dirre strît.
Im Rolandslied entweihen die Muslime nach der Niederlage in der Schlacht von Roncesvalles ihre „heidnischen Götzen“, die ihnen kein Kriegsglück gebracht hatten (Zeilen 2589–2590, Übersetzung von Max Wetter, Delfinverlag 1949):
E Tervagan tolent sun escarbuncle, / E Mahumet enz en un fosset butent,
[Sie] haun Tervagants Karfunkelstein in Stücke / Und stürzen Mahomet in finstre Grüfte
Im Dietrich-Epos Virginal begegnet Tervagant unter der Namensvariante Treviant.  (Heidelberger Virginal, Str. 62,12 und 63,4).
Tervagant wurde schließlich zum Typus in einer Reihe von mittelalterlichen Mysterienspielen. Auf der Bühne wurde Tervagant meist als Bösewicht mit Turban und langem, orientalischem Umhang dargestellt, der die unbedeutenderen Bösewichte herumkommandierte.

## „Termagant“ als zänkisches Weib
Aufgrund seiner theatralischen Tradition bezeichnete der Begriff zu William Shakespeares Lebzeiten eine tyrannische Person und wird in dieser Bedeutung in Heinrich VI. und Hamlet erwähnt.
Wegen der Darstellung im langen Umhang und der Tatsache, dass zu Shakespeares Zeiten auch weibliche Rollen von Männern gespielt wurden, bekam das englische Publikum den Eindruck, dass Termagant eine weibliche Figur sei, oder zumindest einer sehr männlichen Frau gleiche. Daher wurde Termagant in der Folgezeit in der englischen Sprache eine Bezeichnung für zänkische Frauen, die aber auch für Männer verwendet werden kann. So bezeichnete der australische Politiker Kim Beazley einen männlichen Kollegen als Termagant.

## Andere Wortbedeutungen
- HMS Termagant war ein häufiger Name für Schiffe in der britischen Royal Navy.
- Im Tabletop Warhammer 40.000 sind Termaganten dinosaurier- oder insektenähnliche Kreaturen.
- Im Brettspiel Chitin:1 The Harvest Wars von Metagaming Concepts sind Termagants ein Typ von Bodeneinheiten
- Im Buch The Dragon Masters von Jack Vance sind Termagants mannshohe Drachen.
- Im Buch Rip Van Winkle von Washington Irving wird Dame Van Winkle als „termagant wife“ bezeichnet.